# Politikåret 1962
Politikåret 1962 präglades på det internationella planet framför allt av den så kallade Kubakrisen.

## Händelser

### Februari
- 2 februari - Sveriges riksdag beslutar att minska antalet svenska kommuner i en andra omgång från över tusen till omkring 300.

### Mars
- 15 mars - Sveriges statsminister Tage Erlander lägger fram en proposition om att det svenska biståndet till U-länderna skall öka från 52 till 130 miljoner kronor.

### Maj
- 6 maj - Tillförordnade Jens Otto Krag efterträder Viggo Kampmann som Danmarks statsminister.[1]
- 28 maj - Sveriges riksdag antar en lag mot piratradiosändningar.

### Juni
- 15 juni - Acre blir brasiliansk delstat.[2]

### Juli
- 1 juli – Rwanda och Burundi, tidigare Ruanda-Urundi, blir två självständiga stater.[3][4]
- 3 juli - Algeriet blir självständigt.[5]

### September
- 3 september - Tillförordnade Jens Otto Krag tillträder som Danmarks ordinarie statsminister.[1]
- 19 september - Sveriges utrikesminister Östen Undén avgår.

### Oktober
- 22 oktober - USA:s president John F. Kennedy berättar i ett TV-tal för det amerikanska folket att man har funnit sovjetiska raketbaser på Kuba. Han säger också, att ett raketanfall från Kuba mot något land på västra hemisfären skall betraktas som ett anfall av Sovjet mot USA.

### November
- 6 november - FN:s generalförsamling röstar genom en resolution, som uppmanar medlemsstaterna att upphöra med militärt och ekonomiskt samarbete med Sydafrika på grund av den rasistiska apartheid-politiken i landet.

### Okänt datum
- Sveriges riksdag fattar beslut om att den svenska polisen skall förstatligas.
- Prostitution avkriminaliseras i Sverige.
- Det svenska nattarbetsförbudet för kvinnor ersätts med ett generellt nattarbetsförbud, som gäller båda könen.
- Högerpartiet försöker få till stånd diskussioner om borgerligt samarbete, men inte minst Centerpartiet är kallsinnigt.
- Den svenska riksdagen inför en lag om kreditpolitiska medel, vilket innebär placeringsplikt. Investerare tvingas placera en del av sina investeringar i statsobligationer.
- Sverige ratificerar den likalönskonvention som utarbetats av FN-organet International Labour Organisation (ILO).

## Val och folkomröstningar
- 15–16 januari – Presidentval i Finland.
- 4–5 februari – Riksdagsval i Finland.
- 8 november – Lagtingsval på Färöarna.
- Okänt datum – Parlamentsval i Indien.

## Organisationshändelser
- Februari – Partido Demócrata Cristiano bildas i Uruguay.
- 18 februari – Brasiliens kommunistiska parti bildas.
- Okänt datum – National Socialist Movement bildas i Storbritannien-
- Okänt datum – Pakistanska muslimska förbundet bildas.

## Födda
- 15 februari – Milo Đukanović, Montenegros president 1998–2002.
- 9 april – Thomas Bodström, Sveriges justitieminister 2000–2006.
- 18 april – Jan Björklund, Folkpartiets partiledare 2007–2019, Sveriges utbildningsminister 2007–2014 samt Sveriges vice statsminister 2010–2014.
- 18 augusti – Felipe Calderón, Mexikos president 2006–2012.
- 16 september – Håkan Juholt, Socialdemokraternas partiledare 2011–2012.

## Avlidna
- 7 juni – Andrés Ignacio Menéndez, El Salvadors president 1934–1935 och 9 maj–20 oktober 1944.
- 12 november – Roque González Garza, Mexikos president 16 januari–10 juni 1915.
- 29 november – Erik Scavenius, Danmarks statsminister 1942–1945.

### Fotnoter
1. 1 2  ”Denmark” (på engelska). World Statesmen. http://www.worldstatesmen.org/Denmark.html. Läst 2 augusti 2015.
2. ↑  ”Acre” (på engelska). World Statesmen. http://www.worldstatesmen.org/Brazil_States.html. Läst 28 juli 2015.
3. ↑  ”Burundi” (på engelska). World Statesmen. http://www.worldstatesmen.org/Burundi.html. Läst 25 januari 2013.
4. ↑  ”Rwanda” (på engelska). World Statesmen. http://www.worldstatesmen.org/Rwanda.htm. Läst 25 januari 2013.
5. ↑  ”Algeria” (på engelska). World Statesmen. http://www.worldstatesmen.org/Algeria.html. Läst 7 november 2012.